# Sylvestr Harna
Sylvestr Harna, psáno také Silvester nebo Silvestr (1. ledna 1890, Záhlinice – 19. října 1948, Kroměříž) byl legionářský výtvarník, sochař a pedagog.

## Život

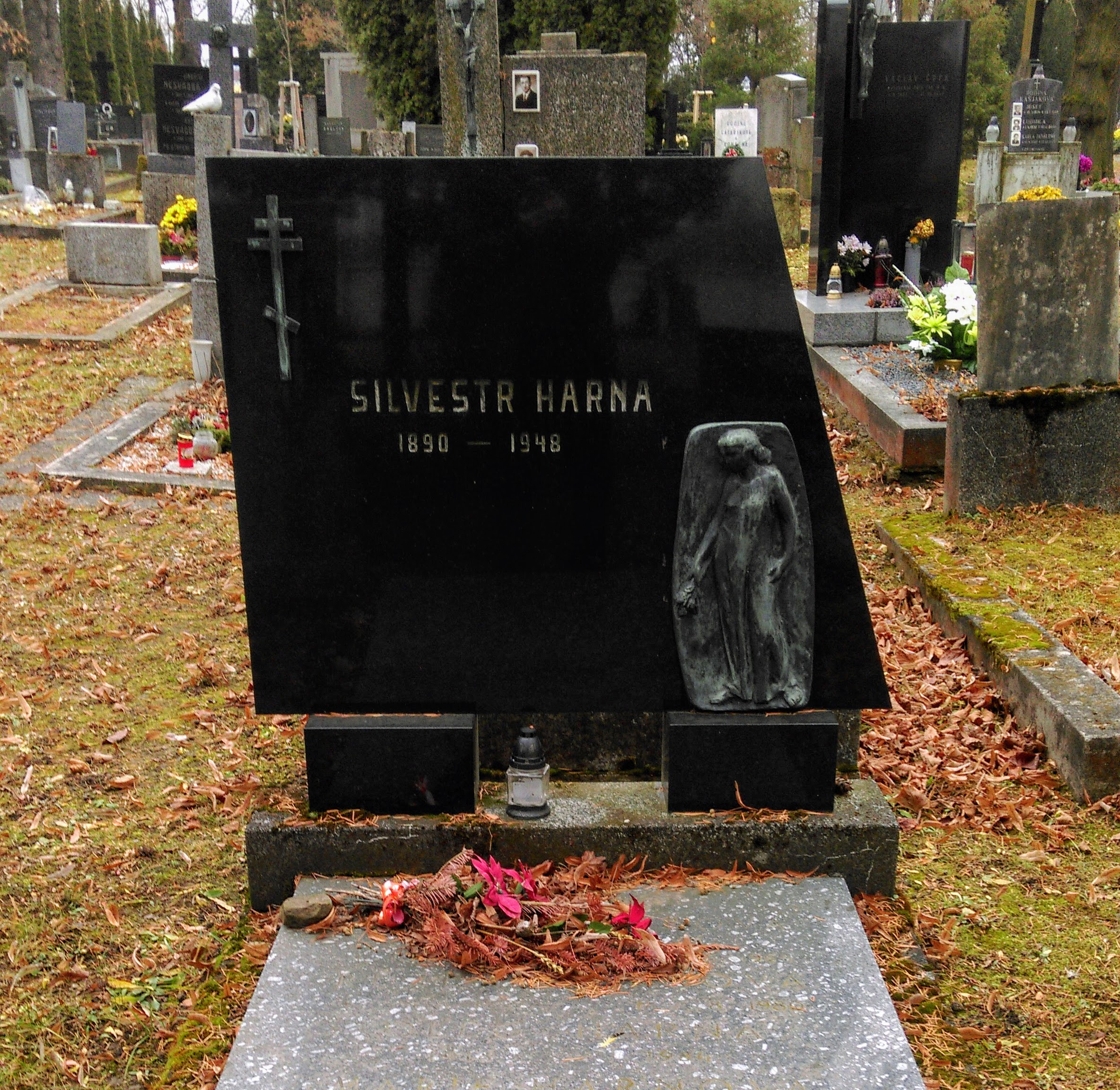
Fotografie náhrobku na hřbitově v Kroměříži

V roce 1912 absolvoval kamenickou a sochařskou školu v Hořicích.
Po vypuknutí první světové války byl povolán do 54. pěšího pluku císařsko-habsburské armády. Jako svobodník byl zajat 10. září 1914 v tehdy ruském Lublinu. Za světové války v letech 1916–1918 učil na řemeslné keramické škole ve městě Bogotol v Krasnojarském kraji. V té době se podílel i na výzdobě mostních pylonů v Tomsku. Dne 4. srpna 1918 se přihlásil do legií (Bogotol, Tomsk) a následující den se stal příslušníkem 12. československého střeleckého pluku. Dne 29. června 1920 byl převelen ke strážnímu praporu štábu Dálného východu. V osobní kartě legionáře je uvedena jako bydliště Zábeštní Lhota u Přerova. Do vlasti se vrátil 31. května 1921 s 38. transportem legií.
Po návratu z legií provozoval kamenosochařský závod a ateliér v Kroměříži a realizoval řadu hřbitovních plastik, reliéfů a bust na místním hřbitově. Na kroměřížském hřbitově je i sám pohřben.

## Dílo
Harna je například autorem poprsí Jana A. Komenského před školou v Záhlinicích, Tyršova reliéfu na pamětní Tyršově desce na Velkém náměstí v Kroměříži z roku 1932, reliéfu Františka Slaměníka na pamětní desce na Riegrově náměstí v Kroměříži, reliéfu Františka Skopalíka na pamětní desce umístěné v roce 1925 ve vestibulu domova mládeže Tauferovy střední odborné školy veterinární a pamětní desky s reliéfem Antonína Rozsypala na Budačině.

## Galerie

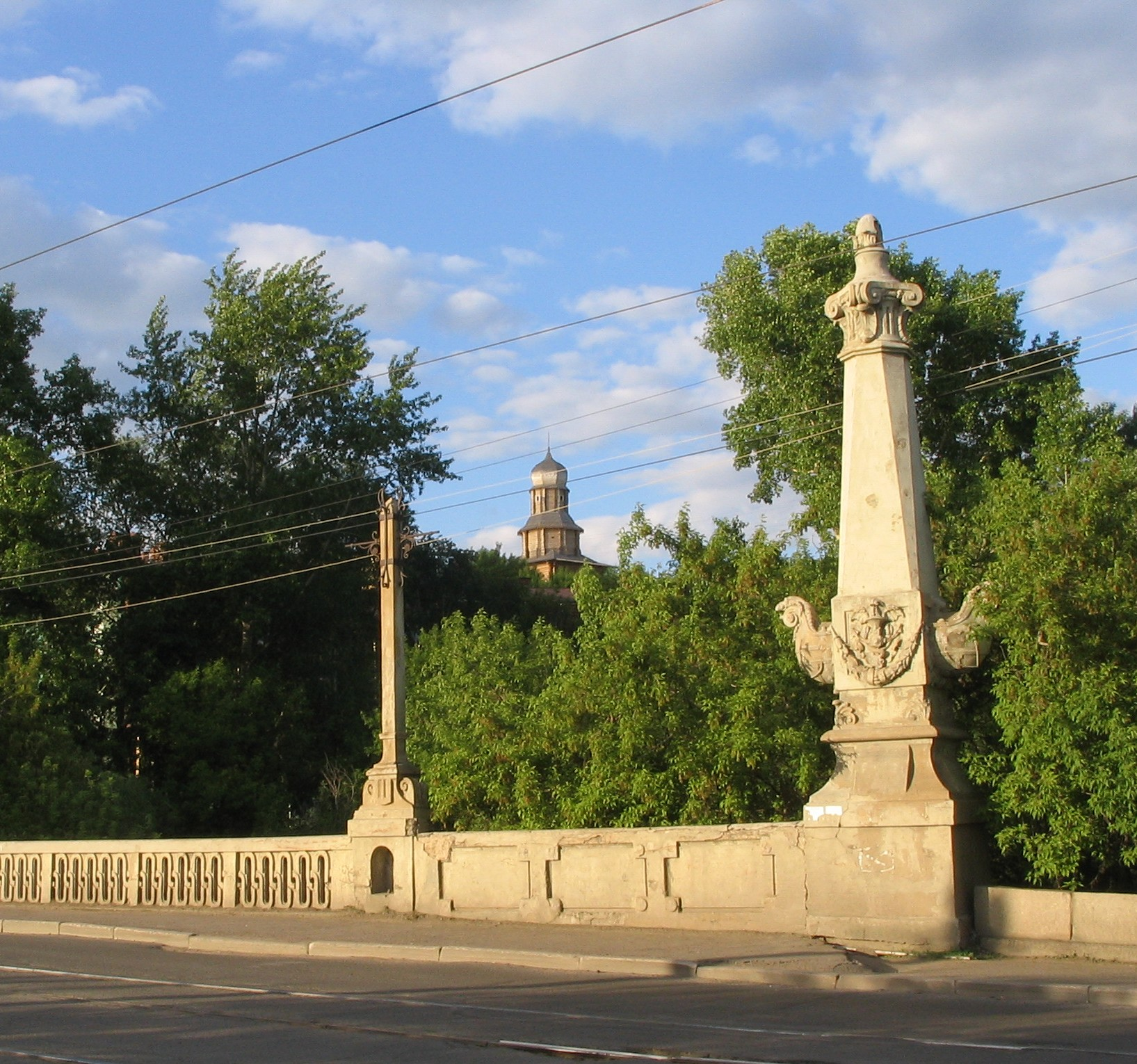
Kamenný most v Tomsku
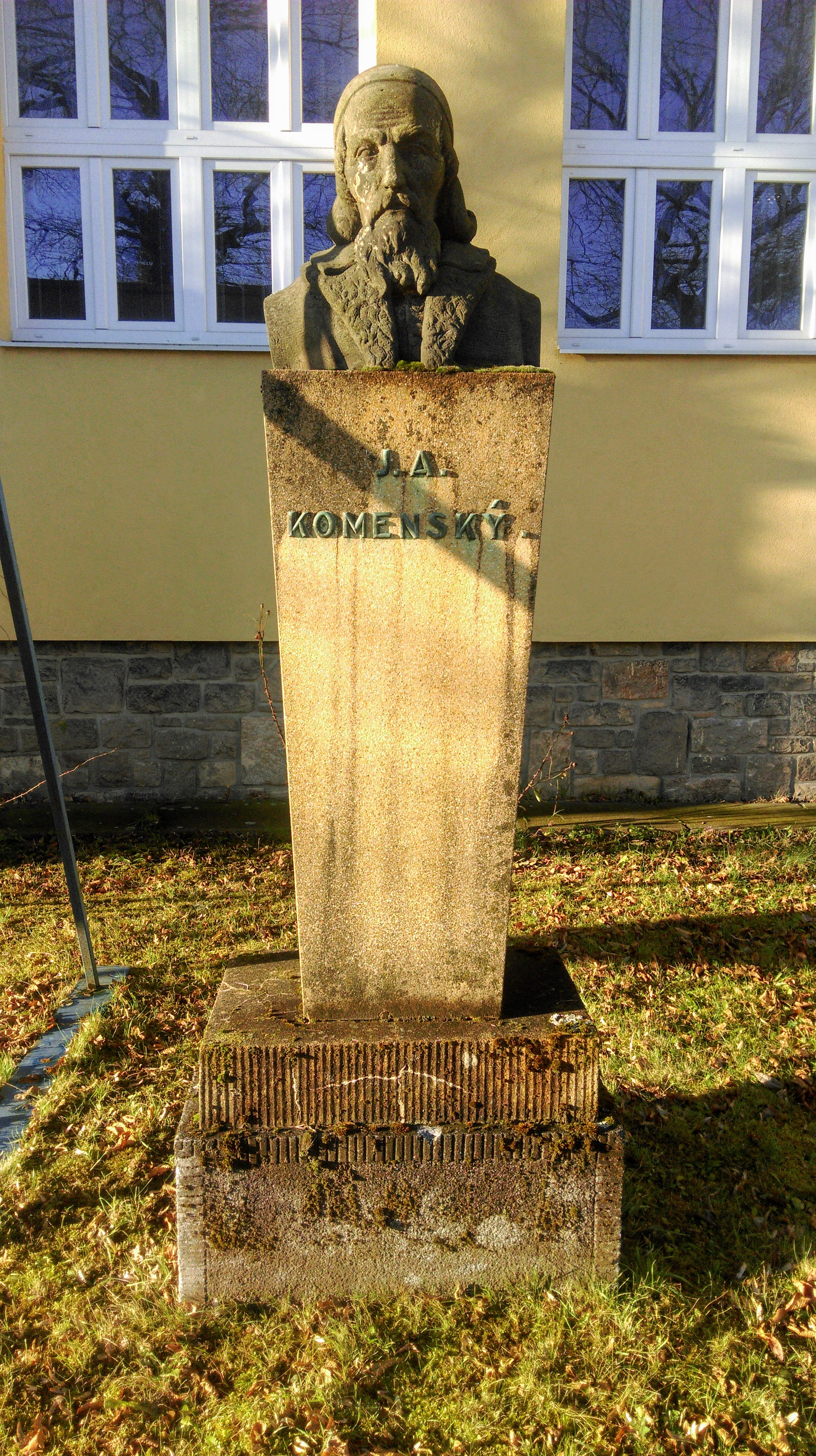
Bysta Jana Amose Komenského v Záhlinicích
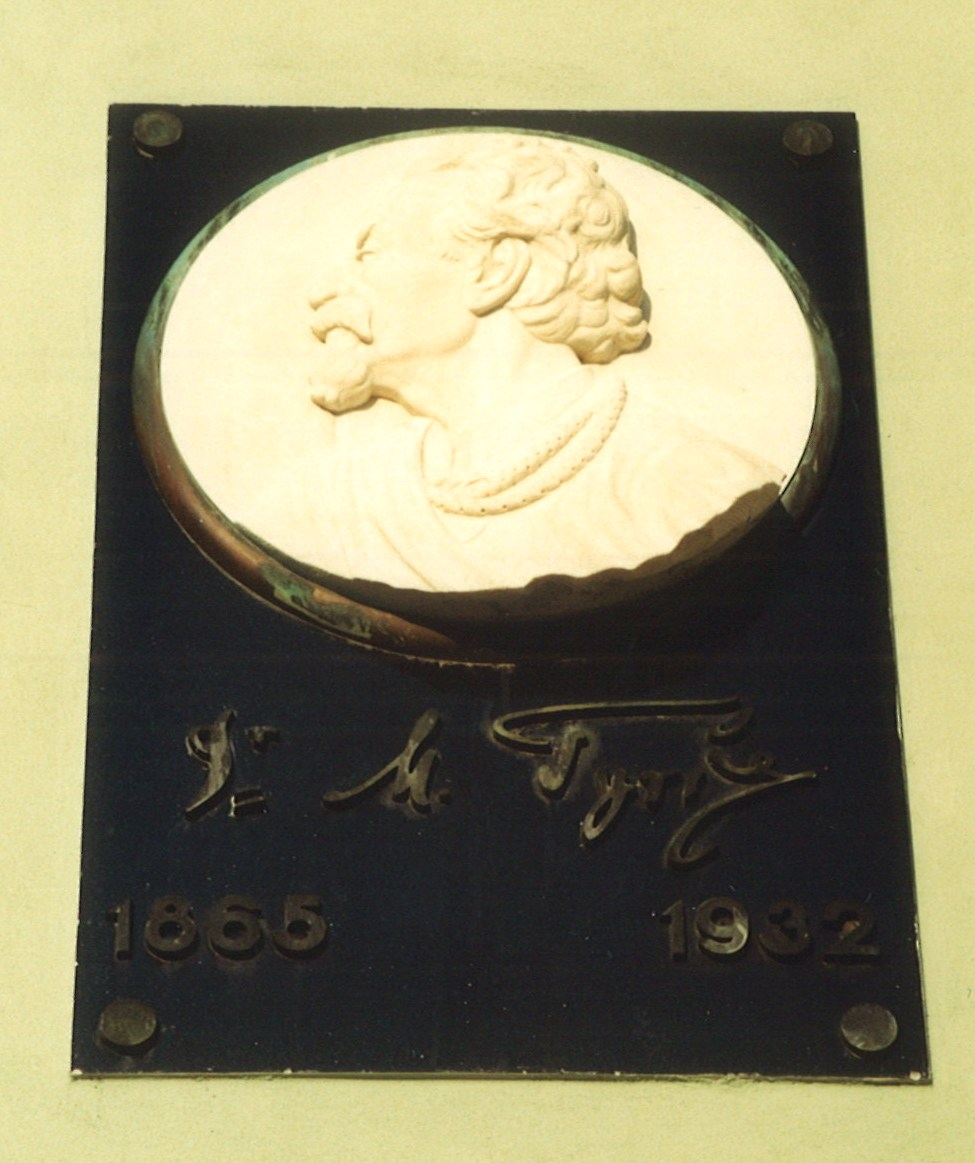
Pamětní deska Miroslava Tyrše na Velkém náměstí v Kroměříži
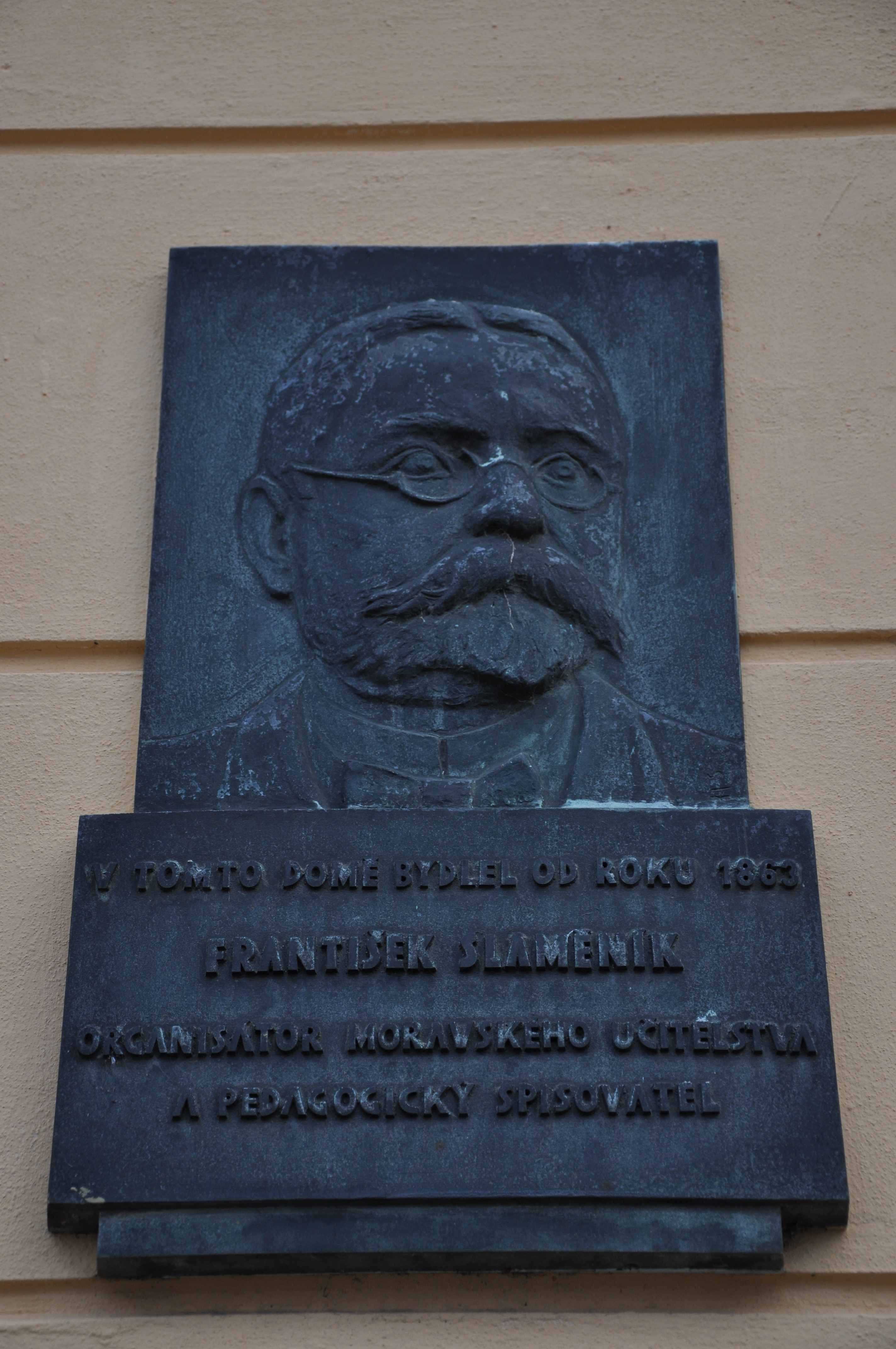
Pamětní deska Františka Slaměníka na Riegrově náměstí v Kroměříži
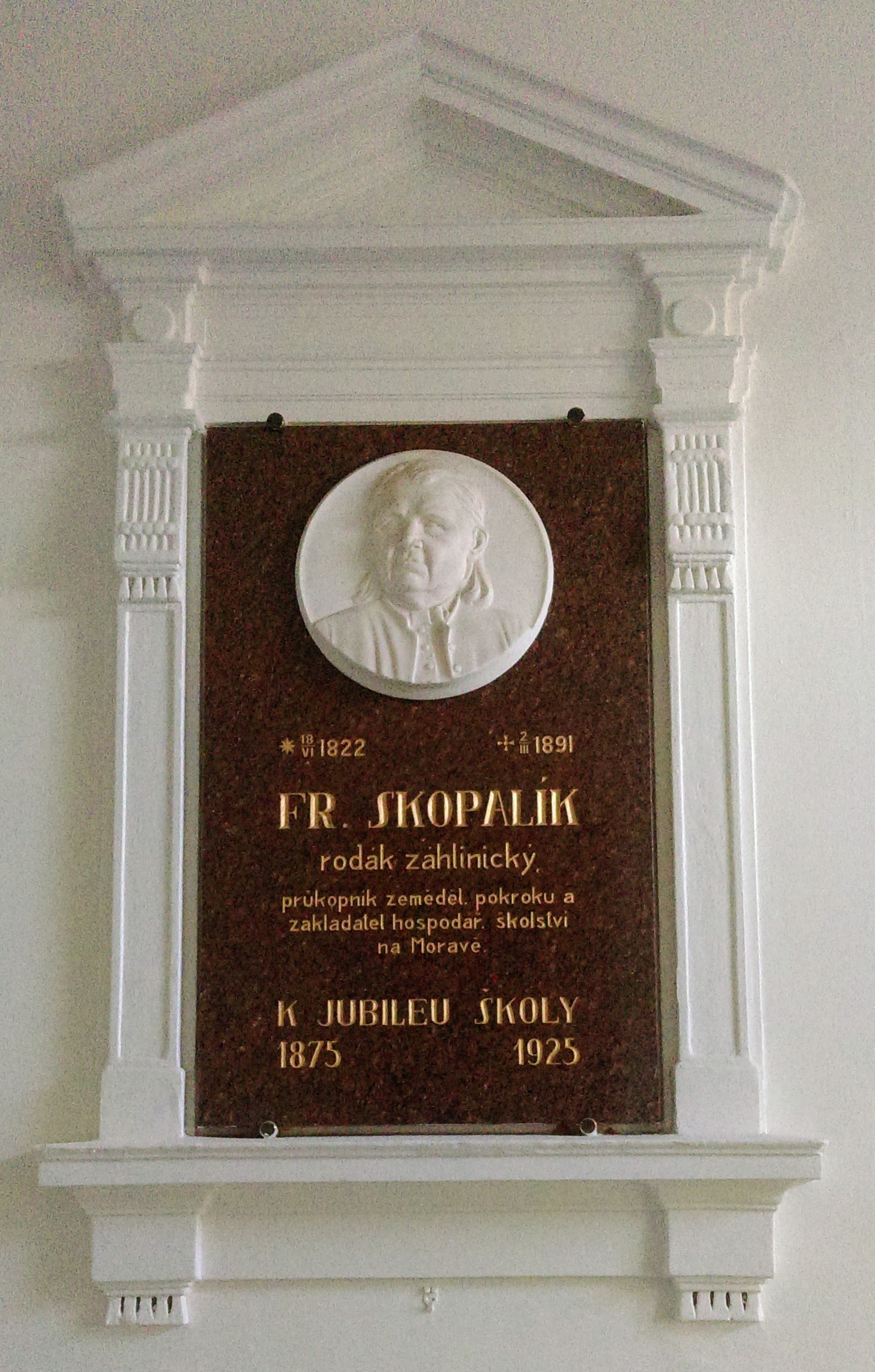
Pamětní deska Františka Skopalíka
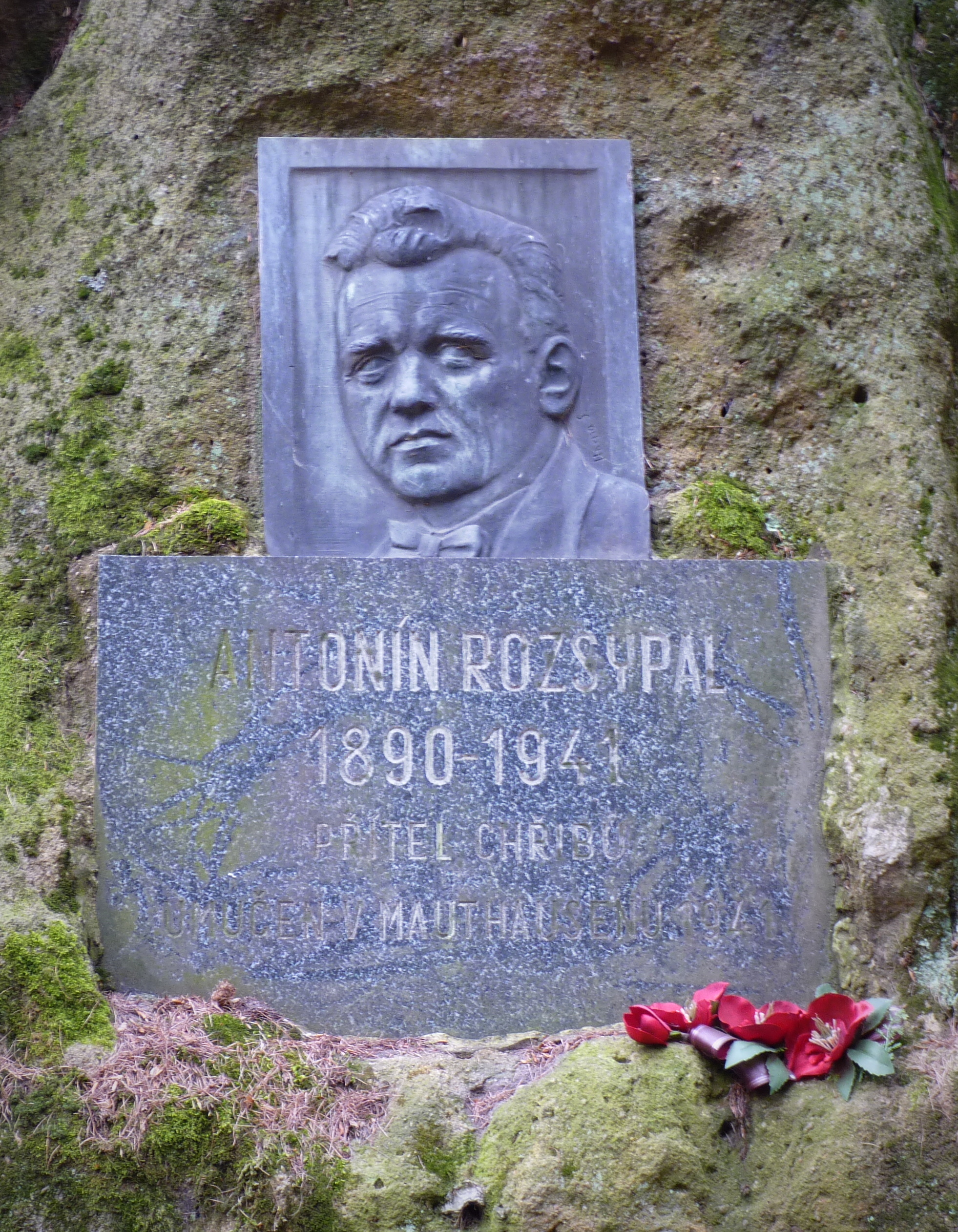
Pamětní deska Antonína Rozsypala na Budačině
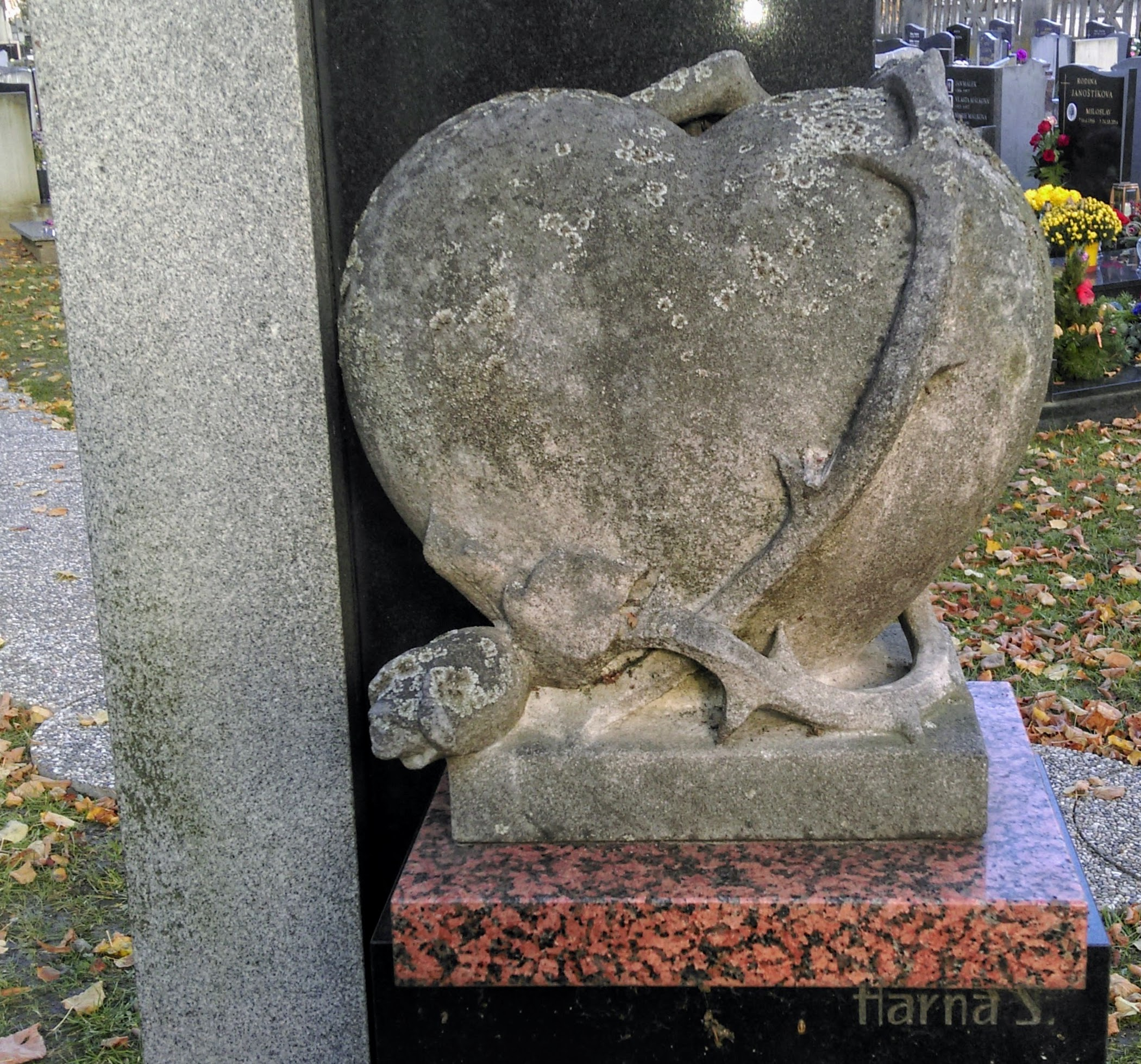
Kamenné srdce, náhrobek na kroměřížském hřbitově
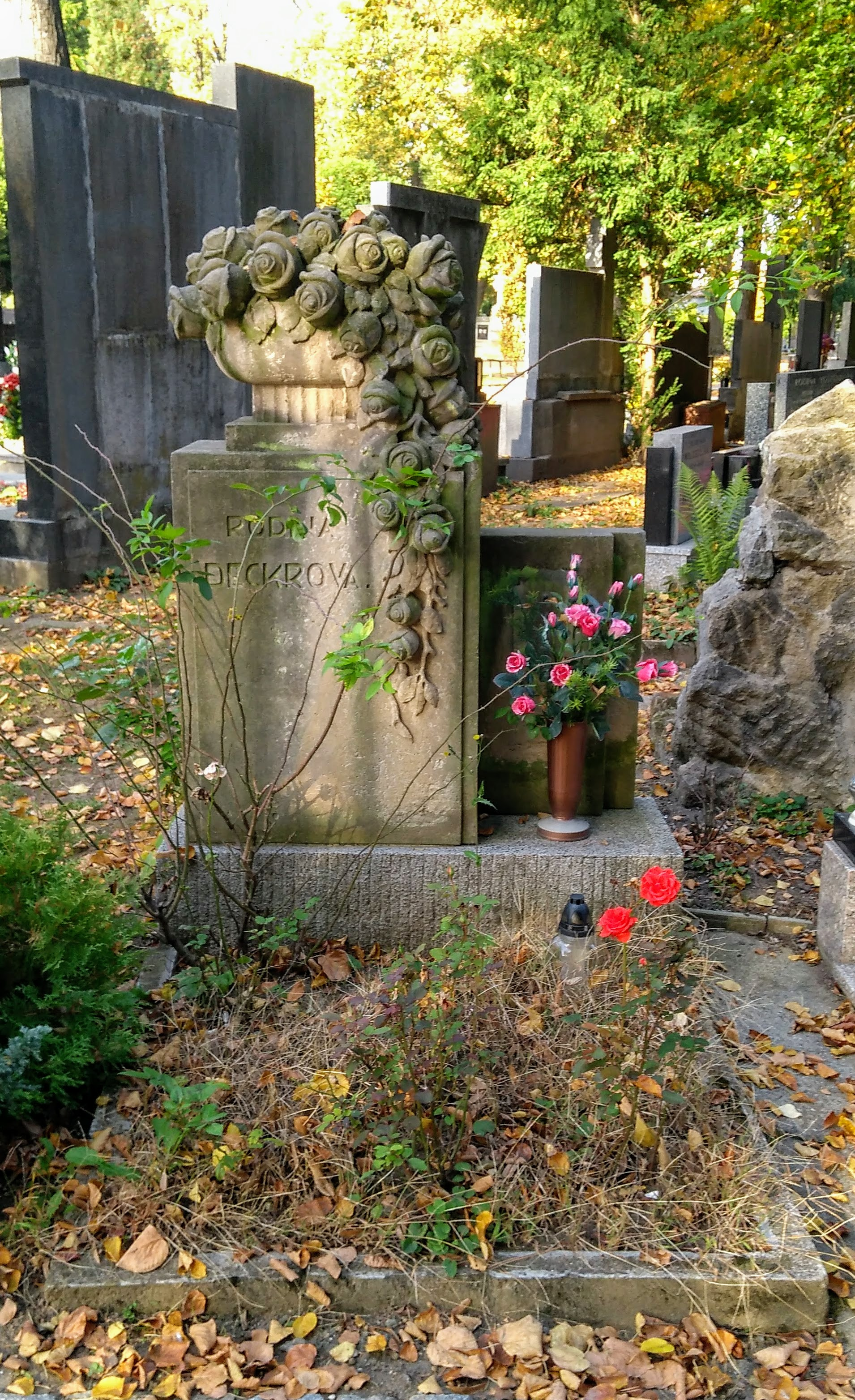
Růže, náhrobek na kroměřížském hřbitově